# Megastylus petilus
Megastylus petilus là một loài tò vò trong họ Ichneumonidae.